# Lorenzo Simonetti

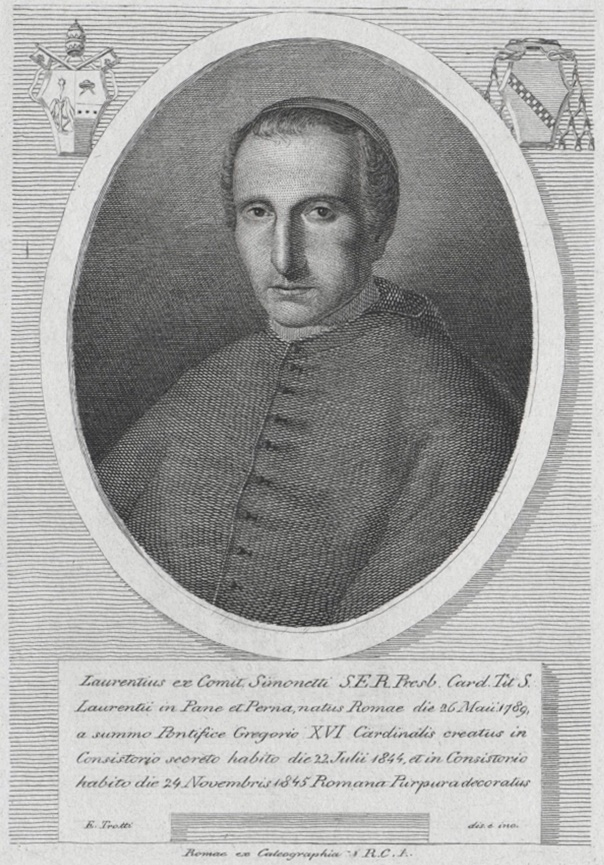
Lorenzo Kardinal Simonetti

Lorenzo Simonetti (* 27. Mai 1789 in Rom; † 6. Januar 1855 ebenda) war ein Kardinal der katholischen Kirche.
Simonetti startete seine kirchliche Karriere als Substitut des Staatssekretariats. Papst Gregor XVI. ernannte ihn im Juli 1844 in pectore zum Kardinal, die Ernennung wurde im April des folgenden Jahres publiziert. Simonetti nahm am Konklave von 1846 teil, das Papst Pius IX. erwählte. An seiner Totenmesse nahm Pius IX. höchstpersönlich teil.